# Alexander's Feast

Alexander's Feast (Le festin d'Alexandre, HWV 75) est une ode en musique de Georg Friedrich Haendel sur un livret de Newburgh Hamilton, première des trois œuvres issues de leur collaboration, avant Samson et l'Occasional Oratorio. Le mot anglais « ode » désigne ici un genre qui serait, en italien, entre la serenata, la cantate et l'oratorio.   

## Historique
Le livret d'Hamilton est une adaptation d'une ode de John Dryden, Alexander's Feast, or the Power of Music, écrite en 1697 pour célébrer la fête de sainte Cécile. Cette dernière avait été mise en musique par Jeremiah Clarke en 1697 et par Thomas Clayton en 1711, partitions que P.H. Lang considère comme mineures, et tout particulièrement celle de Clayton.
Haendel a probablement commencé la composition de la musique à la fin de 1735. Il en termina la première partie le 5 janvier 1736, la seconde le 12 janvier, et apporta encore quelques modifications les jours suivants. La première représentation eut lieu le 19 février 1736 au théâtre de Covent Garden devant au moins 1 300 auditeurs. Les solistes de cette première exécution étaient les sopranos Anna Maria Strada del Po et Cecilia Young, le ténor John Beard et une basse du nom d'Erard dont le prénom reste inconnu.
Une autre représentation eut lieu le 25 février en présence de toute la Cour, puis à nouveau les 3, 12 et 17 mars de la même année. L'œuvre eut un très grand succès, si bien que - fait très rare pour ce genre de composition - elle fut éditée et publiée deux ans plus tard par John Walsh.
Haendel révisa la musique pour d'autres exécutions en 1739, 1742, 1751. Composé à une époque où l'opéra italien est en perte de vitesse en Angleterre, cette œuvre comprenant des chœurs très généralement absents de l'opéra et dont les paroles sont en anglais marque l'orientation de Haendel  vers un nouveau genre, l'oratorio en anglais, qui allait bientôt dominer sa production lyrique.

## Thème de l'œuvre

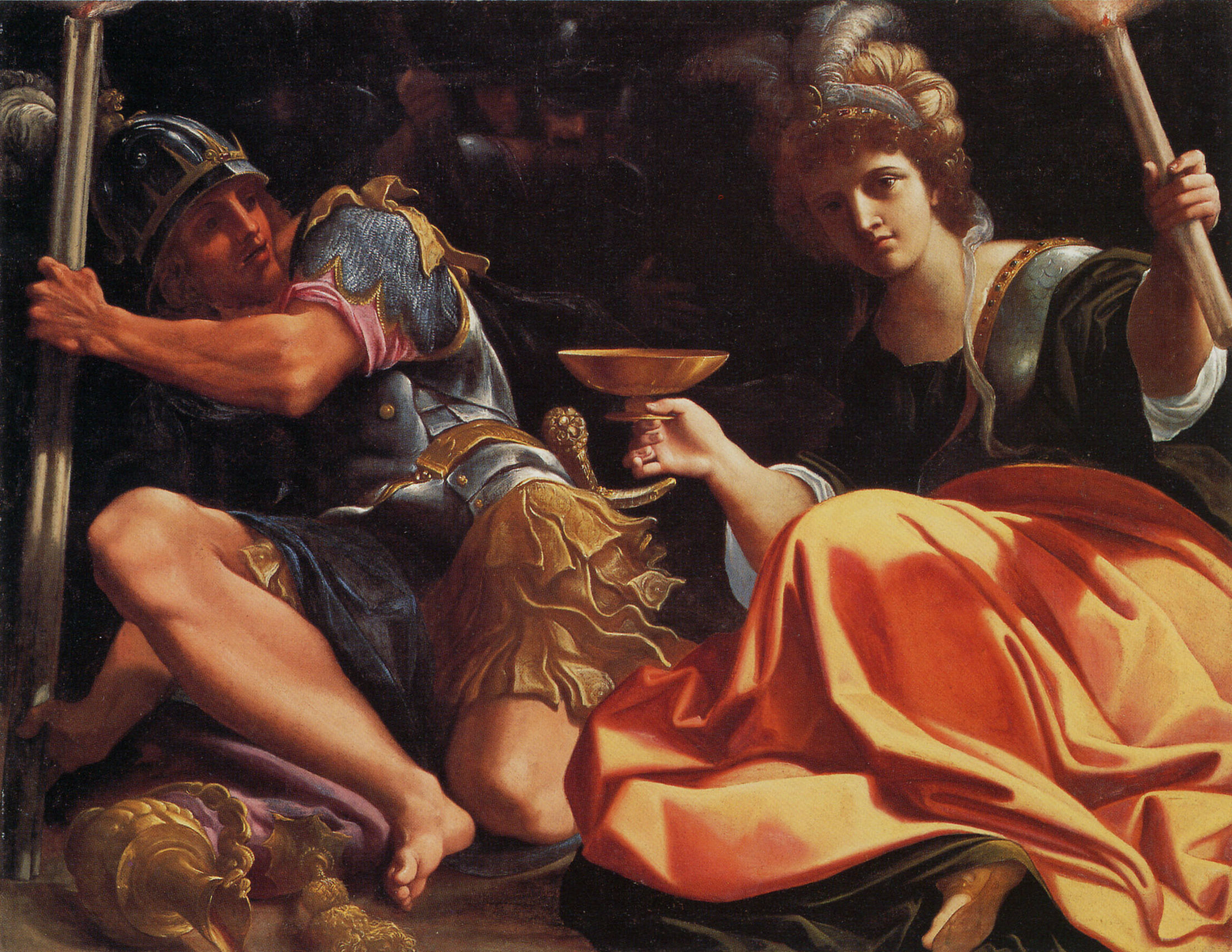
Alexandre et Thaïs.

L'œuvre exalte le pouvoir de la musique par l'évocation d'un événement rapporté notamment par Plutarque : la destruction de Persépolis par Alexandre le Grand. Après la conquête de la capitale des Achéménides, Alexandre et la jolie courtisane athénienne Thaïs participent à un banquet au cours duquel le musicien Timothée chante et joue de la lyre, éveillant dans l'esprit du conquérant la volonté d'accomplir le souhait de sa favorite : allumer l'incendie qui détruira Persépolis, en vengeance de la ruine d'Athènes et de la mort des soldats grecs. À la fin de l'ode, Dryden fait surgir (deus ex machina) l'évocation de Sainte Cécile reliant, d'une façon que l'on a pu considérer comme assez « tirée par les cheveux ».  
Dans sa version d'origine, Alexander's Feast comprenait trois concertos :
- un concerto en Si bémol Majeur en trois mouvements pour harpe, luth, lyrichord ou autre instrument, HWV 294 ; ce concerto se place après un récitatif de Timothée, au début de la première partie ;
- un concerto grosso en Ut Majeur en quatre mouvements pour hautbois, basson et orchestre à cordes HWV 318, souvent identifié comme le Concerto d'Alexander's Feast et qui est joué entre les deux parties de l'ode
- enfin un concerto en sol mineur en quatre mouvements pour orgue, hautbois, basson et orchestre à cordes HWV 289, à exécuter après le chœur Let old Timotheus the prize, vers la fin de la seconde partie.

Les concertos HWV 294 et 289 se retrouveront dans l'opus 4 édité par John Walsh en 1739 et comprenant 6 concertos pour orgue et orchestre (le concerto HWV 294 dans une transcription pour orgue de la partition pour harpe).

## Discographie
- Barucco, Wiener Singakademie Kammerchor, Heinz Ferlesch, ORF Edition Alte Musik, 2009